# Cratichneumon jozanensis
Cratichneumon jozanensis är en stekelart som först beskrevs av Tohru Uchida 1927.  Cratichneumon jozanensis ingår i släktet Cratichneumon och familjen brokparasitsteklar. Inga underarter finns listade i Catalogue of Life.